# TikTok
TikTok is een socialemedia-app waarmee korte video's gemaakt en gedeeld kunnen worden. Ze kunnen ook in een browser bekeken worden. De filmpjes kunnen een speelduur hebben van 3 seconden tot 10 minuten, voorheen waren dit vooral muziek- en playbackvideo's van 15 seconden. In 2023 was het aantal video's van langer  dan 60 seconden met 60% gestegen. De beeldverhouding is die van een rechtop staande telefoon. Bij weergave op een telefoon wordt een video dan ook over het gehele scherm getoond. Bij afspelen wordt een video steeds herhaald.
De Verordening digitale diensten beschouwt TikTok als een zeer groot onlineplatform, en legt bijhorende verplichtingen op.

## Beschrijving
Met de app kunnen korte filmpjes gemaakt worden om deze vervolgens van stickers en effecten te voorzien. Populaire filmpjes zijn onder meer mensen die dansen, zingen of playbacken. Gebruikers kunnen filmpjes liken, delen, herplaatsen en er op reageren.
Op de achtergrond maakt de technologie gebruik van kunstmatige intelligentie om gebruikers aanbevelingen te doen. TikTok is zeer populair onder jongeren.

## Geschiedenis
Moederbedrijf ByteDance werd in 2012 opgericht door Zhang Yiming en startte in september 2016 in China met de app Douyin. Binnen een jaar kende de app 100 miljoen gebruikers. Na dit succes op de Chinese markt werd er een internationale variant voor ontwikkeld met de naam TikTok. Deze app werd in september 2017 gelanceerd. Op 9 november 2017 kocht ByteDance voor 1 miljard dollar de (eveneens Chinese) app musical.ly van een in Shanghai gevestigde onderneming die zich met musical.ly vooral richtte op de Verenigde Staten. Om verder te kunnen groeien in de Amerikaanse markt, besloot ByteDance om musical.ly en TikTok op 2 augustus 2018 samen te voegen tot één app. Hierbij werd er voor gekozen om de naam TikTok te handhaven. De nieuwe app bevatte alle bestaande accounts en data van beide voorgangers.
De app werd in 2017 uitgebracht, maar bestond al sinds september 2016 onder de naam Douyin voor de Chinese markt. De Chinese ontwikkelaar ByteDance lanceerde TikTok specifiek voor markten buiten China. Beide apps gebruiken dezelfde software, maar de netwerken staan los van elkaar in verband met restricties door de Chinese overheid. De servers van TikTok staan ook buiten China.
In 2018 werd de app dermate populair dat het in oktober van dat jaar de meest gedownloade app was in de Verenigde Staten. De app is beschikbaar in meer dan 150 landen en 75 talen. In februari 2019 waren TikTok en Douyin samen goed voor 1 miljard downloads.
In augustus 2019 waren er volgens moederbedrijf ByteDance maandelijks 1,2 miljard actieve gebruikers. Sara Dol is in dat jaar een van de grootste Nederlanders op TikTok met 1,6 miljoen volgers.

## Gebruikers
TikTok had in oktober 2020 4,5 miljoen Nederlandse en 3 miljoen Belgische gebruikers. Het gebruik lag in dat jaar in Nederland gemiddeld op 60 minuten per dag en in Vlaanderen op 62 minuten. 65% van de gebruikers zijn vrouwelijk.

### Kritiek
Net als bij andere sociale media zijn er ook voor TikTok zorgen over privacyregels, cyberpesten, racisme en het gebruik door kinderen. Officieel geldt er een leeftijdsgrens van 13 jaar, maar veel gebruikers zijn ook jonger dan 13 jaar. ByteDance trof in 2019 een schikking van 5,7 miljoen dollar met de Amerikaanse FTC vanwege privacyschending van kinderen door het verzamelen van persoonlijke gegevens.
Om verslavingsverschijnselen tegen te gaan, voegde ByteDance in april 2018 een mogelijkheid toe aan Douyin om gebruikers te stimuleren na 90 minuten een pauze te nemen. Deze functie werd later dat jaar ook aan TikTok toegevoegd.
In januari 2019 stelde het Amerikaanse Peterson Institute for International Economics dat TikTok een bedreiging voor de nationale veiligheid kon vormen. Door de grote populariteit in de westerse wereld, inclusief militair personeel, zou de Chinese overheid eenvoudig aan persoonlijke gegevens kunnen komen, zoals locatie, beeldmateriaal en biometrische data. Volgens ByteDance is dit echter niet mogelijk omdat TikTok niet beschikbaar is in China; de data liggen opgeslagen op servers buiten China. ByteDance moet echter wel voldoen aan de Chinese wetgeving, waaronder ook verzoeken van inlichtingendiensten. Eind 2019 overwoog het Amerikaanse leger om te stoppen met het gebruik van de app. Door de explosieve groei zijn er zorgen over de privacy van gebruikers.
In januari 2020 werd gemeld dat TikTok bewust het bereik van transgenders, obese gebruikers, gehandicapten en andere specifieke groepen mensen had beperkt.
In september 2023 heeft TikTok een boete van 345 miljoen euro gekregen voor het schenden van de privacy van minderjarigen in de Europese Unie. Video's van kinderen tussen de 13 en 17 jaar stonden standaard op 'publiek' en konden door iedereen worden gezien. Verder moet het bedrijf binnen drie maanden aanpassingen doen. De Ierse privacy toezichthouder, Data Protection Commission (BPC), heeft dit bekendgemaakt. De boete wordt opgelegd voor overtredingen gedurende vijf maanden in 2020.

### Platformverval
Volgens internetcriticus Cory Doctorow lijdt het platform, net als andere online-platformen en sociale media zoals Amazon, Facebook, Google Zoeken, Twitter, Bandcamp, Reddit, Uber en Unity, aan “platformverval” (platform decay, beter bekend onder de Engelse schuttingterm enshittification): het afnemende gebruikersnut van een online omgeving veroorzaakt door hebzucht:

### Massatoerisme

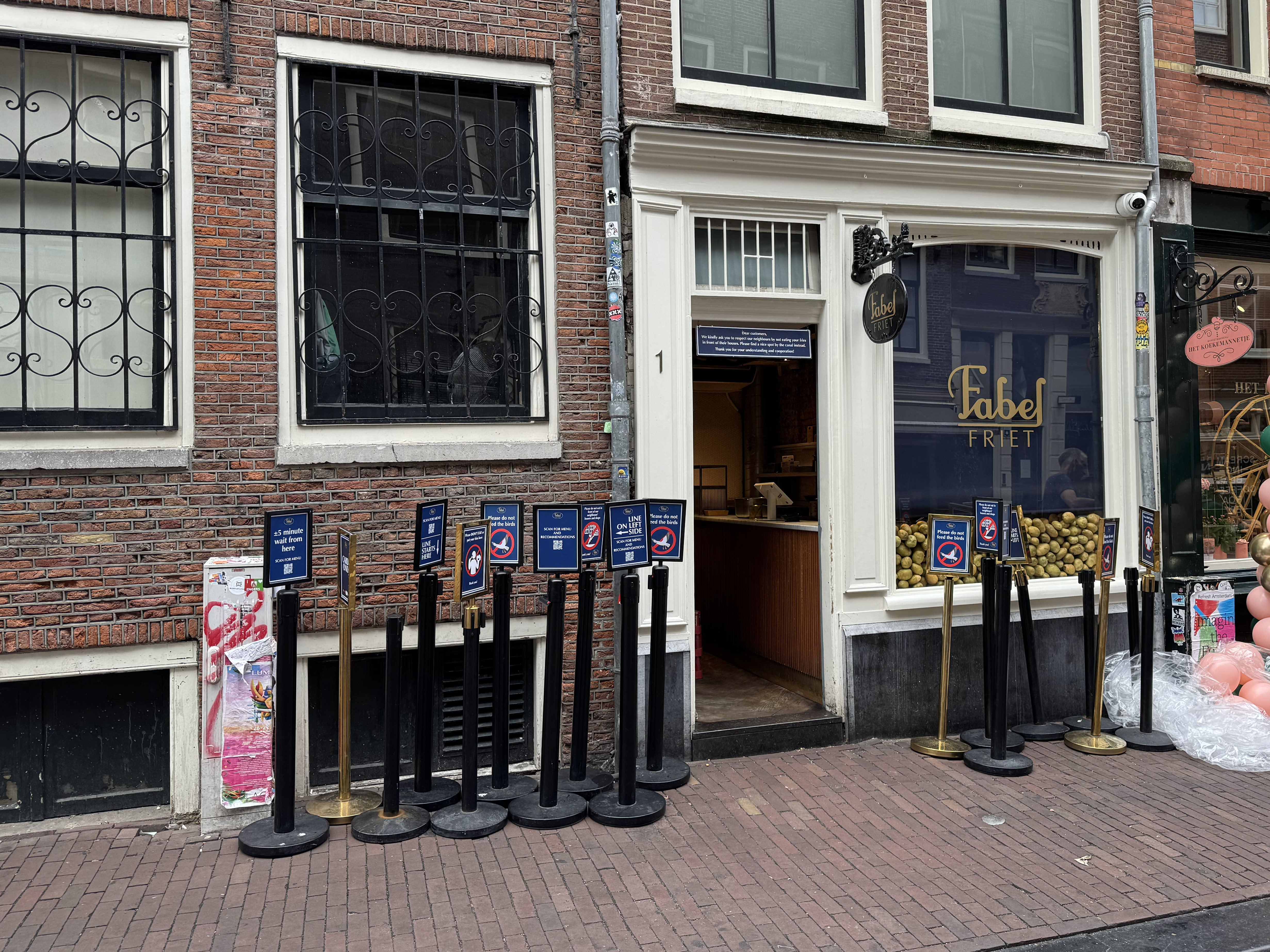
Voorbeeld van een eetgelegenheid die populair werd door Tiktok

Tiktok wordt regelmatig gezien als oorzaak van het plotseling overmatig populair worden van plekken, zoals toeristische bezienswaardigheden, in steden die populair zijn onder toeristen. Een voorbeeld van dit fenomeen is de zogenaamde 'Tiktokrij', een lange rij van mensen die wachten om een op Tiktok populair geworden snack te kopen en dit vervolgens te delen via de app. Het gaat dan bijvoorbeeld het om fastfood zoals hamburgers of zoetigheden zoals koekjes. Populair geworden locaties kunnen crowdmanagers inzetten om de groep belangstellenden in goede banen te leiden.
In sommige gevallen kunnen dergelijke rijen voor overlast zorgen. In 2025 stapte een groep bewoners van de negen straatjes in de Amsterdamse Jordaan naar de rechter vanwege de overlast die een in de Runstraat gevestigde frietzaak veroorzaakte. Eerder werden er door de gemeente voorwaarden gesteld aan de overlast te voorkomen.

## Verbod

### Verenigde Staten
Op 3 augustus 2020 dreigde de Amerikaanse president Donald Trump op 15 september TikTok in de Verenigde Staten te verbieden als de onderhandelingen over de overname van het bedrijf door Microsoft of een ander "zeer Amerikaans" bedrijf mislukken. Op 6 augustus ondertekende Trump twee uitvoeringsbesluiten die Amerikaanse "transacties" met TikTok en sociale media-app WeChat verbieden aan zijn moedermaatschappij, ByteDance, die 45 dagen na de ondertekening van kracht werden.
Op 18 mei 2023 werd bekend dat Montana als eerste Amerikaanse staat de app had verboden.

### Verbod voor bepaalde werknemers

#### Nederland
In maart 2023 is aangekondigd dat op werktelefoons van rijksambtenaren spionagegevoelige apps op korte termijn niet meer mogelijk of toegestaan zullen zijn, en dat TikTok hier ook toe wordt gerekend.

#### Andere landen
In 2023 is er een groeiend aantal landen dat overheidsmedewerkers ging verbieden de TikTok-app op hun werktelefoon te gebruiken. Dit zijn de VS, Canada, België, Denemarken, de Europese Commissie en het Europees Parlement. Het aantal landen dat de videoapp ging verbieden raakte hiermee in een stroomversnelling. Daarnaast doet het Amerikaanse FBI onderzoek naar het bespioneren van journalisten, zoals het doorsturen van locatiegegevens.

## Overheidscensuur
TikTok heeft in verschillende landen te maken met censuurmaatregelen:
- Indonesië verbood op 3 juli 2018 de app. De regering beschuldigde TikTok er van dat ze o.a. pornografisch en godslasterlijk materiaal verspreidden. Na toezeggingen door TikTok werd het verbod op 11 juli weer opgeheven.
- In november 2018 blokkeerde de regering van Bangladesh de internettoegang van TikTok.
- China tikte de app Douyin in 2018 op de vingers wegens 'onacceptabele' content, zoals zwangere adolescenten. In januari 2019 stelde de Chinese overheid een lijst op met 100 onderwerpen die niet waren toegestaan om op apps als Douyin te tonen.
- In februari 2019 riepen diverse politici uit India op om TikTok te verbieden of strakker te reguleren vanwege onder andere het tonen van expliciet seksuele inhoud. Van 3 tot 25 april, en opnieuw vanaf eind juni 2020[23] was in dat land een verbod van kracht op TikTok.